# Four Seasons Hotel Miami
Four Seasons Hotel Miami nebo také Four Seasons Hotel and Tower a nebo zkráceně Four Seasons Tower je nejvyšší mrakodrap v Miami, ale také nejvyšší na Floridě. V budově se nachází hotel, kanceláře a v horních patrech také byty. Se svými 64 patry měří 240 m a je to nejvyšší víceúčelová stavba stojící jižně od New Yorku. Stavba začala v roce 2000 a skončila 2003. Je navržen tak, aby odolal i silným hurikánům, které jsou v oblasti Miami celkem časté.

## Galerie

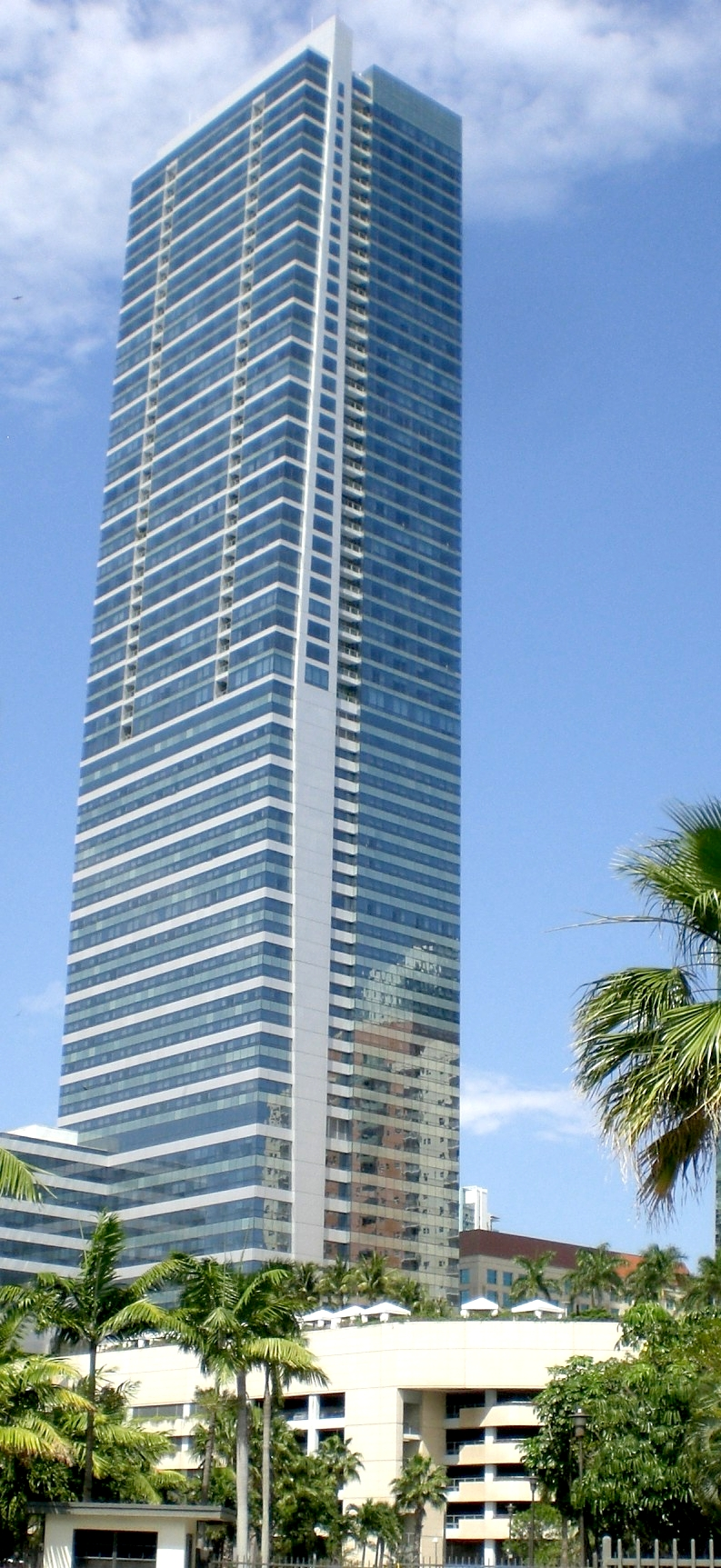
jihovýchodní pohled
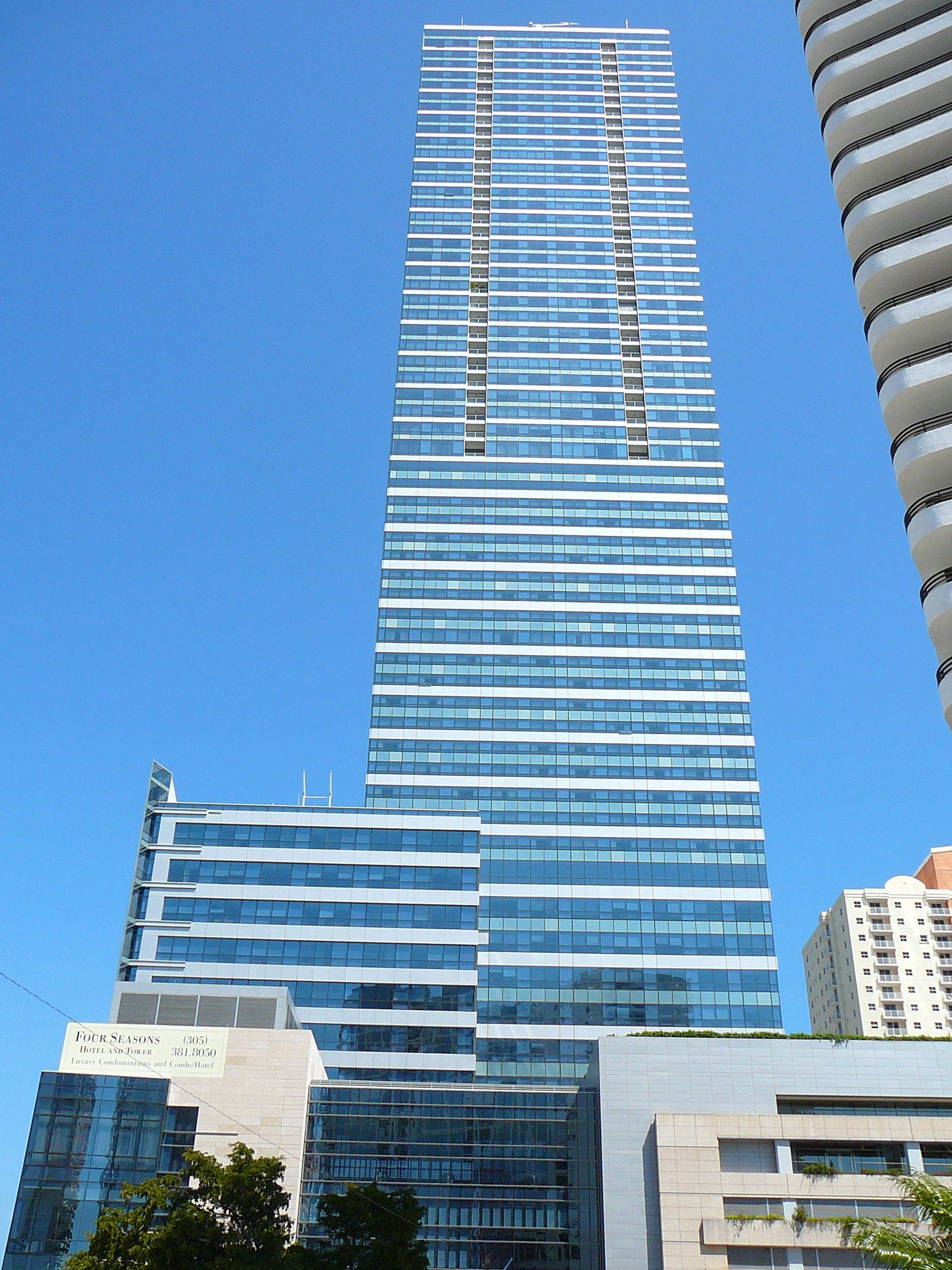
jižní pohled
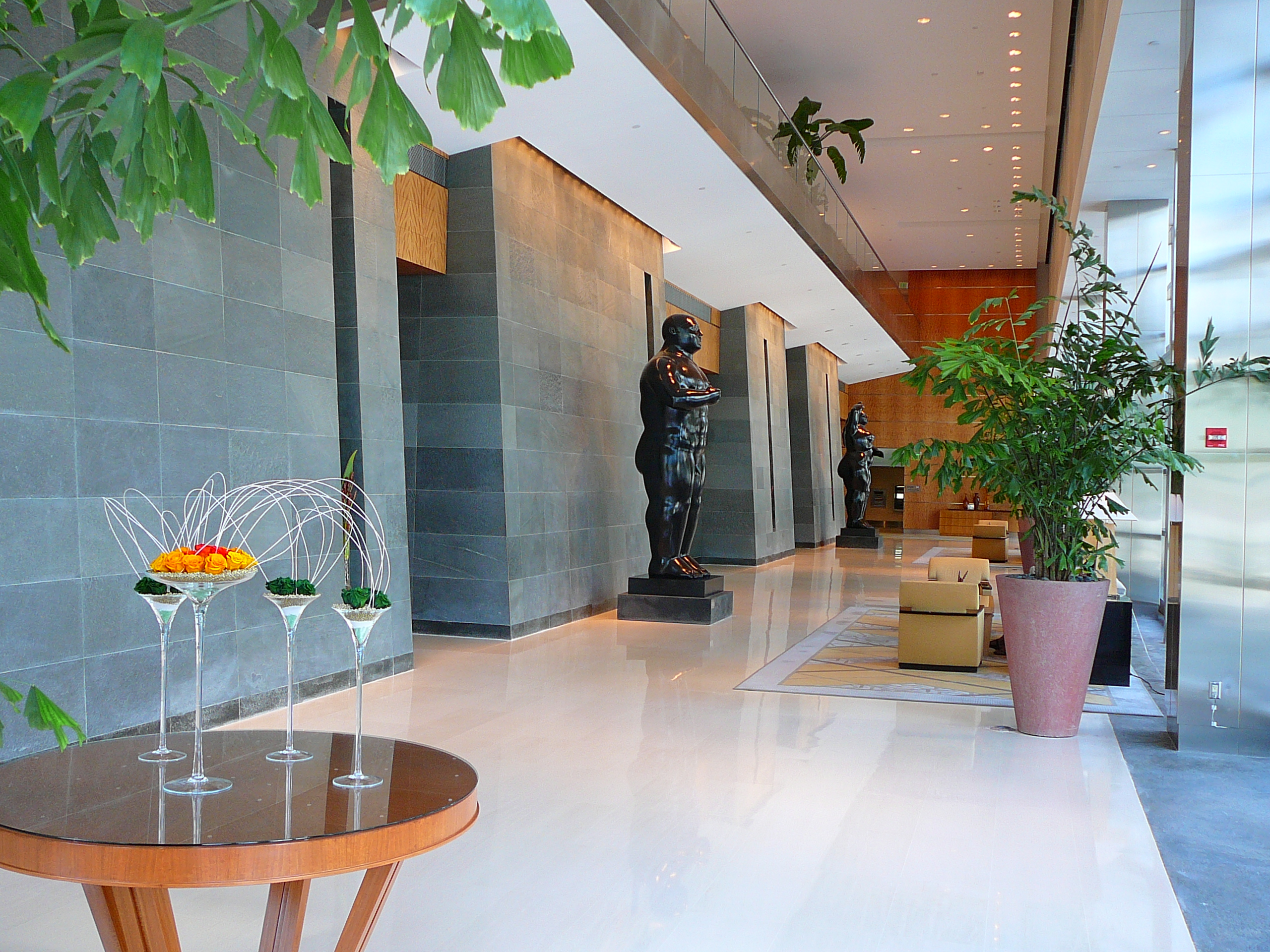
interiér - vchod do hotelu
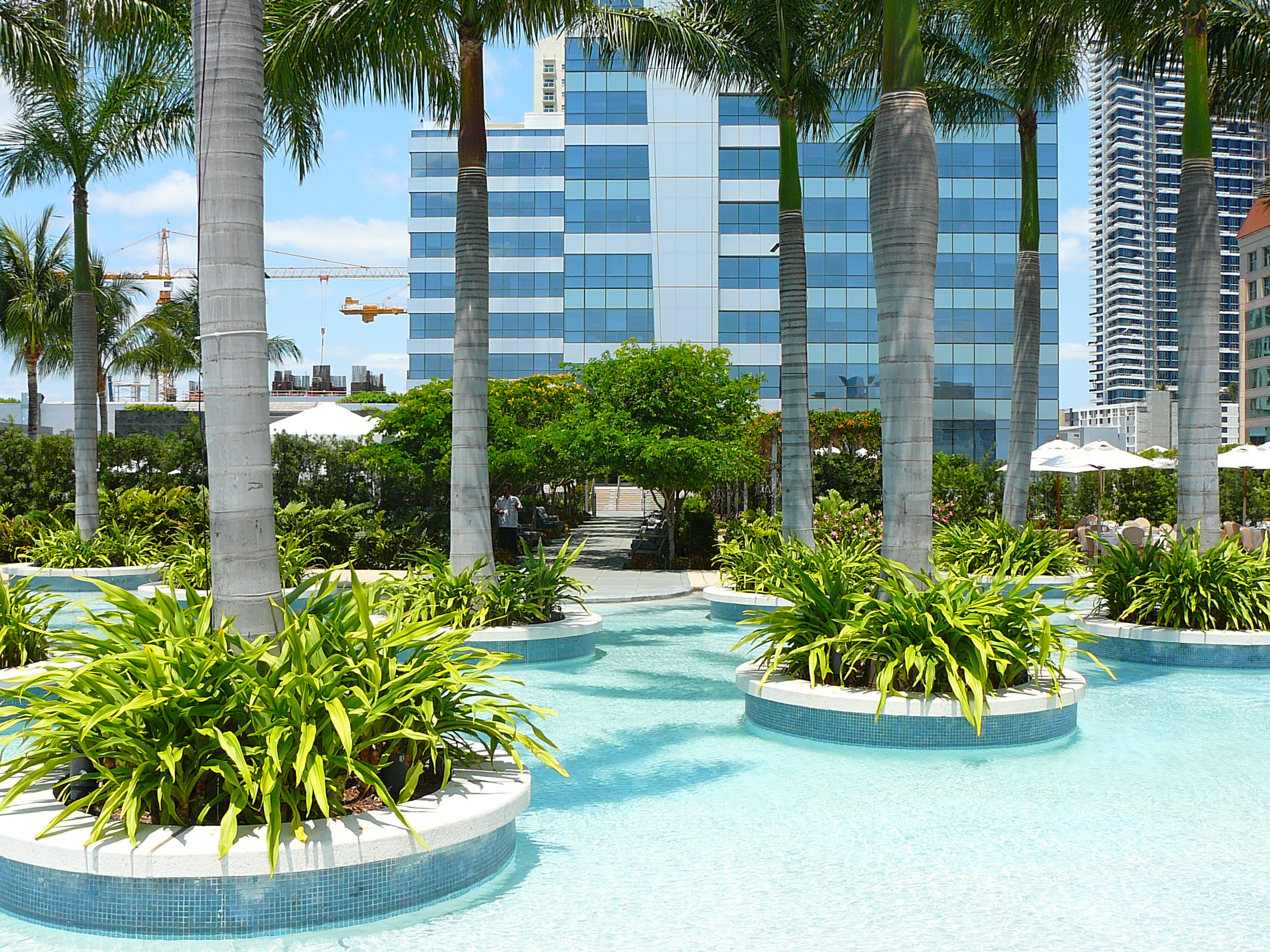
okrasné zahrady hotelu